# بوق رأس الأفعى
بوق رأس الأفعى هو مترددة مميزة بصرياً شاع بين الفرق العسكرية في فرنسا بين عامي 1810 و 1845 ثم اختفى لاحقاً في غموض.